# (6022) Jyuro
(6022) Jyuro es un asteroide perteneciente al cinturón de asteroides, región del sistema solar que se encuentra entre las órbitas de Marte y Júpiter, descubierto el 26 de octubre de 1992 por Kin Endate y el también astrónomo Kazuro Watanabe desde el Observatorio de Kitami, Hokkaidō, Japón.

## Designación y nombre
Designado provisionalmente como 1992 UB4. Fue nombrado Jyuro en homenaje a Jyuro Kobayashi, astrónomo aficionado japonés y observador de cometas. Miembro de la Sociedad Astronómica de Kumamoto, participó en el establecimiento del Observatorio Astronómico Civil de Kumamoto en 1982.

## Características orbitales
Jyuro está situado a una distancia media del Sol de 2,235 ua, pudiendo alejarse hasta 2,362 ua y acercarse hasta 2,108 ua. Su excentricidad es 0,056 y la inclinación orbital 4,623 grados. Emplea 1221,13 días en completar una órbita alrededor del Sol.

## Características físicas
La magnitud absoluta de Jyuro es 13,9. Tiene 4,239 km de diámetro y su albedo se estima en 0,325. 